# Washbrook
Washbrook est un village dans la paroisse civile de Copdock and Washbrook, dans le district de Babergh dans le Suffolk en Angleterre, situé à cinq kilomètres d’Ipswich. Sa population est de 517 habitants (2011). Le 1er avril 1994, la paroisse fut abolie et amalgamée avec Copdock pour créer la nouvelle paroisse de Copdock and Washbrook.